# Joan-Benjamin Gaba
Joan-Benjamin Gaba ou Gaba, né le 7 janvier 2001 au Chesnay, est un judoka et rappeur français évoluant dans la catégorie des moins de 73 kg. 
Lors des Jeux de Paris 2024, il devient vice-champion olympique en individuel et champion olympique en équipe mixte. 
En 2025, durant les championnats du monde de judo, il décroche la médaille d’or chez les -73kg.
En 2025, il sort son premier single, Kill cam.

## Biographie

### Jeunesse et débuts
D'origine togolaise et martiniquaise, Gaba naît le 7 janvier 2001 au Chesnay.
Il commence la pratique du judo à l'âge de 6 ans à Trappes. Il poursuit durant six années au Club olympique de Sèvres (COS) et au club de judo Chilly-Mazarin Morangis avant de se diriger vers une structure fédérale située en Île-de-France, puis d'intégrer le pôle France à Strasbourg.

### Carrière sportive
Gaba évolue dans la catégorie des moins de 73 kg. Il remporte la médaille d'argent par équipes aux championnats du monde de judo 2021 à Budapest, à ceux de 2022 à Tachkent et de 2023 à Doha.
En novembre 2023, il est sacré champion de France dans cette catégorie à Caen, battant en finale Guillaume Chaine.
Il est recruté en 2024 dans l'armée des champions, avec le grade de matelot de la Marine nationale.
Il décroche la médaille de bronze aux championnats d'Europe de judo 2024 à Zagreb.

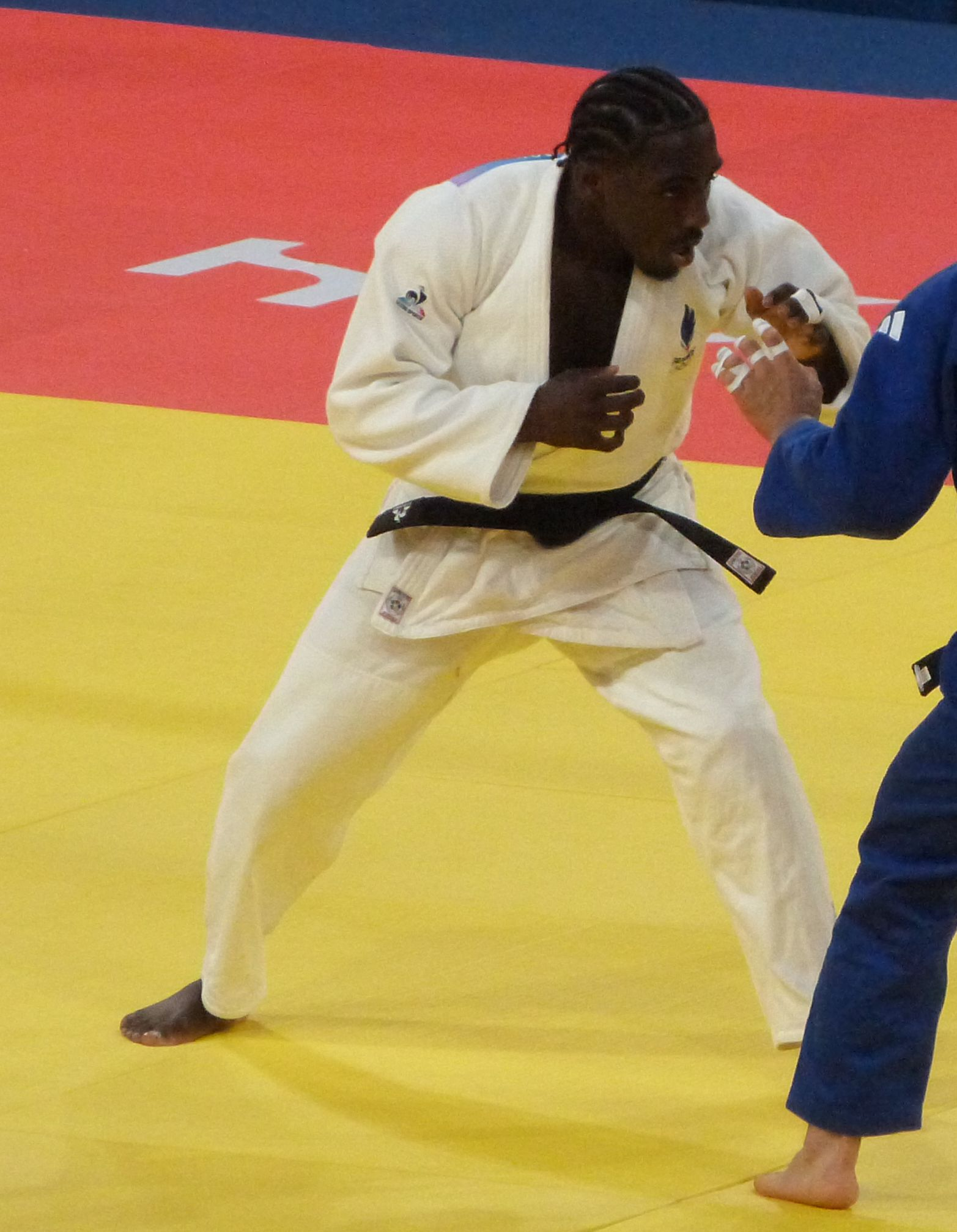
Joan-Benjamin Gaba durant les JO 2024

Il obtient la médaille d'argent aux Jeux olympiques d'été de 2024 après s'être incliné en finale face à Hidayət Heydərov. Lors des mêmes Jeux, au cours de l'épreuve par équipes mixtes, il fait basculer l'issue du combat contre le Japon en battant sur ippon le champion olympique en moins de 66 kg Hifumi Abe. Grâce aux deux derniers combats remportés par Clarisse Agbegnenou et Teddy Riner, la France conserve son titre acquis à Tokyo.
En avril 2025, il décroche la médaille de bronze chez les -73kg aux Championnats d'Europe de judo 2025 à Podgorica.
En juin 2025, durant les championnats du monde de judo, il décroche la médaille d’or chez les -73kg.

### Carrière musicale
En août 2025, il sort son premier single de rap, Kill cam.

## Palmarès

### Palmarès international
| Année | Compétition           | Lieu      | Résultat | Catégorie         |
| ----- | --------------------- | --------- | -------- | ----------------- |
| 2021  | Championnats du monde | Budapest  | 2e       | Par équipes mixte |
| 2022  | Championnats du monde | Tachkent  | 2e       | Par équipes mixte |
| 2023  | Championnats du monde | Doha      | 2e       | Par équipes mixte |
| 2024  | Championnats d'Europe | Zagreb    | 3e       | Moins de 73 kg    |
| 2024  | Championnats d'Europe | Zagreb    | 1er      | Par équipes mixte |
| 2024  | Championnats du monde | Abou Dabi | 2e       | Par équipes mixte |
| 2024  | Jeux olympiques       | Paris     | 2e       | Moins de 73 kg    |
| 2024  | Jeux olympiques       | Paris     | 1er      | Par équipes mixte |
| 2025  | Championnats d'Europe | Podgorica | 3e       | Moins de 73 kg    |
| 2025  | Championnats du monde | Budapest  | 1er      | Moins de 73 kg    |

### Masters mondial, Tournois Grand Chelem et Grand Prix
| Année | Compétition | Lieu   | Résultat | Catégorie      |
| ----- | ----------- | ------ | -------- | -------------- |
| 2022  | Grand Prix  | Almada | 3e       | Moins de 73 kg |

## Discographie
- 2025 : Kill cam

## Distinctions
- Médaille de la ville de Sèvres[13]
- Élu révélation de l'année 2024 par la "France qui gagne"[14]
- Nommé étoile montante de 2024 aux IJF Awards[15]

## Décorations
Chevalier de la Légion d'honneur (décret du 23 septembre 2024)